# Taft (Texas)
Taft város az USA Texas államában San Patricio megyében. Lakosainak száma 2801 fő (2020. április 1.).

## Népesség
A település népességének változása:
| Lakosok száma | 3396 | 3048 | 2801 |
|               | 2000 | 2010 | 2020 |